# Agrado
Agrado là một khu tự quản thuộc tỉnh Huila, Colombia. Thủ phủ của khu tự quản Agrado đóng tại Agrado Khu tự quản Agrado có diện tích 239 ki lô mét vuông. Đến thời điểm ngày 28 tháng 5 năm 2005, Agrado có dân số 7284 người.